# Jim (Arabische letter)

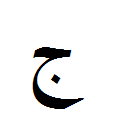
Jim in geïsoleerde vorm

Jim, جيم, is de vijfde letter van het Arabisch alfabet. Hij stamt af van de letter gimel uit het Fenicische alfabet en is daardoor verwant met de Latijnse C, de Griekse gamma en de Hebreeuwse gimel. Aan de jim kent men de getalswaarde 3 toe.

## Uitspraak
De jim klinkt in het Standaardarabisch en de meeste Arabische dialecten in het Midden-Oosten als dzj (IPA: dʒ). In de meeste dialecten in Noord-Afrika wordt deze letter uitgesproken als zj (IPA: ʒ), zoals in jury. In het Egyptische dialect klinkt hij als "g" in het Engelse "gold".

## Varianten
Het Perzisch kent de in het Arabisch niet voorkomende "tsj"-klank. In het Perzisch heeft men daarom vanuit de jim de cim ontwikkeld, welke drie punten kent in plaats van een. Geïsoleerde vorm: ﭺ.
In Arabische lexicons schrijft men in zeldzame gevallen de jim met drie punten in plaats van één punt. Dit dient om bij bepaalde buitenlandse namen de juiste uitspraak als "g"-klank te garanderen. Deze klank komt in het Arabisch niet voor.

## Jim in Unicode
| Unicode Codepoint | U+062C             |
| Unicode-Name      | ARABIC LETTER JEEM |
| HTML              | &#1580;            |
| ISO 8859-6        | 0xcc               |

Basisalfabet: ا (alif) · 
ب (ba) · 
ت (ta) · 
ث (tha) · 
ج (jim) ·
ح (ḥa) ·
خ (kha) ·
د (dal) ·
ذ (dhal) ·
ر (ra) ·
ز (zai) ·
س (sin) ·
ش (sjin) ·
ص (ṣad) ·
ض (ḍad) ·
ط (ṭah) ·
ظ (ẓa) ·
ع (ain) ·
غ (gain) ·
ف (fa) ·
ق (qaf) ·
ك (kaf) ·
ل (lam) ·
م (mim) ·
ن (nun) ·
ه (ha) ·
و (waw) ·
ي (ya)
Aanvullende tekens: ء (hamza) ·
آ (alif madda) ·
ة (tāʾ marbūṭa) ·
ى (alif maqṣūra) ·
لا (lām-alif)
Klinkertekens: fatḥa ·
kasra ·
ḍamma ·
shadda ·
sukūn ·
waṣla